# 林昌寺 (泉南市)
林昌寺（りんしょうじ）は、大阪府泉南市にある真言宗御室派の寺院。山号は躑躅（てきちょく）山。本尊は如意輪観音。岡大師とも呼ばれる。

## 歴史
伝承によれば、聖武天皇の勅願寺として行基により天平年間（729年 - 748年）に創建されたとする。また、行基四十九院の一つであるという。
もともとは温泉山菩提院岡寺という名であったが、当寺に行幸された堀河天皇により、この地に生えている見事なツツジから山号を躑躅山、寺名を法林繁盛から林昌、よって躑躅山林昌寺とするようにとの勅号が下され寺名が改められた。
天正5年（1577年）に織田信長の雑賀攻めによる兵火を受けて全山焼失したが、江戸時代に再建された。
境内には、ツツジの名所として知られる山の斜面に造られた重森三玲作の庭園「法林の庭」のほか、仏足石や補陀洛渡海碑など貴重な文化遺産を有している。
境内の山の頂には愛宕大権現社が鎮座している。

## 境内
- 本堂
- 庫裏
- 庭園「法林の庭」 - 1961年（昭和36年）に重森三玲により作庭。
- 鐘楼
- 愛宕大権現社
- 四国八十八箇所石仏群
- 観音堂
- 山門

## 文化財

### 重要美術品
- 袈裟襷文銅鐸 - 大阪府立弥生文化博物館寄託。

## 前後の札所
和泉西国三十三箇所
30 長楽寺　-　31 林昌寺　-　32 観音寺
阪和西国三十三ヶ所観音霊場
27 往生院　-　28 林昌寺　-　29 金熊寺

## 交通
JR阪和線和泉砂川駅から徒歩20分

## 周辺情報
- 海会寺跡
- 古代史博物館
- 長慶寺
- 往生院
- 一岡神社
- 樫井古戦場跡
- 厩戸王子跡
- 市場稲荷神社